# Inspecția Națională pentru Calitatea Semințelor
Inspecția Națională pentru Calitatea Semințelor (INCS) este un serviciu de specialitate din cadrul Ministerului Agriculturii, Alimentației și Pădurilor, care se ocupă cu controlul, certificarea identității și a calității semințelor, înregistrarea, supravegherea, monitorizarea și acreditarea agenților economici furnizori de semințe în toate etapele producerii, prelucrării și comercializării, în conformitate cu regulile, normele tehnice și cu reglementările internaționale în vigoare.